# Colo Colo de Futebol e Regatas
Pour les articles homonymes, voir Colo (homonymie).
Maillots
Dernière mise à jour : 4 février 2012.
Le Colo Colo de Futebol e Regatas est un club brésilien de football basé à Ilhéus dans l'État de Bahia.

## Palmarès
- Championnat de Bahia (1) :
  - Champion : 2006.